# 용두산 (충북)
용두산(龍頭山)은 대한민국 충청북도 제천시에 위치한 산이다. 산의 608m 지점에 있는 원시 주거지인 점말동굴이 있고, 산 남쪽 기슭에는 의림지가 있다.

## 방송 송신 시설
| 디지털TV  |                     |           |                      |      |            |
| 가상채널  | 방송국명            | 호출부호  | 물리채널             | 출력 | 가시청권   |
| CH 6-1    | CJB DTV             | HLDR-DTV  | CH 15                | 2㎾  | 제천, 단양 |
| CH 7-1    | KBS충주 DTV2        | HLQF-DTV  | CH 17                | 2㎾  | 제천, 단양 |
| CH 9-1    | KBS충주 DTV1        | HLCH-DTV  | CH 16                | 2㎾  | 제천, 단양 |
| CH 10-1   | EBS 1TV             | HLQL-DTV  | CH 18                | 2㎾  | 제천, 단양 |
| CH 10-2   | EBS 2TV             | HLQL-DTV  | CH 18                | 2㎾  | 제천, 단양 |
| CH 11-1   | MBC충북 충주 DTV    | HLAO-DTV  | CH 14                | 2㎾  | 제천, 단양 |
| FM라디오  |                     |           |                      |      |            |
| 채널      | 방송국명            | 호출부호  |                      | 출력 | 가시청권   |
| 90.1㎒    | 대전국악방송        | HLEK-FM   |                      | 600W | 제천, 단양 |
| 94.7㎒    | MBC충북 충주 라디오 | HLAO-SFM  |                      | 500W | 제천, 단양 |
| 102.7㎒   | CJB JOY FM          | HLDR-FM   |                      | 100W | 제천, 단양 |
| 103.3㎒   | KBS충주 제1라디오   | HLCH-SFM  |                      | 250W | 제천, 단양 |
| 지상파DMB |                     |           |                      |      |            |
| 앙상블명  | 방송국명            | 호출부호  | 채널(주파수)         | 출력 | 가시청권   |
| myMBC     | my MBC 11           | HLCQ-TDMB | CH 11-A (199.280MHz) | 90W  | 제천, 단양 |
| U-KBS     | KBS STAR            | HLKI-TDMB | CH 11-B (201.008MHz) | 90W  | 제천, 단양 |
| U-KBS     | HD KBS STAR         | HLKI-TDMB | CH 11-B (201.008MHz) | 90W  | 제천, 단양 |
| U-KBS     | KBS HEART           | HLKI-TDMB | CH 11-B (201.008MHz) | 90W  | 제천, 단양 |
| U-KBS     | KBS MUSIC           | HLKI-TDMB | CH 11-B (201.008MHz) | 90W  | 제천, 단양 |